# Drums,Bass,2(to) Guitars
『Drums,Bass,2(to)Guitars』は、cinema staffの3枚目のオリジナルアルバムである。2014年4月2日にポニーキャニオンからリリースされた。

## 概要
cinema staffメジャーデビュー後２枚目のフルアルバムとなる。
テレビアニメ『進撃の巨人』後期エンディングテーマである『great escape』をはじめとした10曲を収録。
また、収録曲「borka」「great escape」はプロデューサーに亀田誠治を迎えている。
初回限定版には、2014年にSHIBUYA-AXで行われたワンマンライブの模様を収録したDVDが付属している。

## 収録曲
全10曲すべてのタイトルが英語表記で統一されている。
1. theme of us [3:24]
  - 作詞：三島想平、作曲：cinema staff、編曲：cinema staff
  - メンバー全員が出演したストーリー仕立てのMVが存在する。[5]
  - テレビ朝日「Break Out」4月度エンディングテーマ。
2. dawnrider [3:09]
  - 作詞：三島想平、作曲：cinema staff、編曲：cinema staff
  - スマートフォンアプリ『モンハン 大狩猟クエスト』のテーマソング。
3. tokyo surf [3:53]
  - 作詞：三島想平、作曲：cinema staff、編曲：cinema staff
4. borka [4:04]
  - 作詞：三島想平、作曲：cinema staff、編曲：cinema staff / 亀田誠治
  - 絵本「ボルカ はねなしガチョウのぼうけん」をモチーフにしている。
  - MVが存在する。監督は収録曲「theme of us」「great escape」のMVを手がけた多田卓也が担当している。
5. shiranai hito [3:12]
  - 作詞：三島想平、作曲：cinema staff、編曲：cinema staff
6. sea said [3:46]
  - 作詞：三島想平、作曲：cinema staff、編曲：cinema staff
7. sitar of bizarre [3:16]
  - 作詞：三島想平、作曲：cinema staff、編曲：cinema staff
8. unsung [3:13]
  - 作詞：飯田瑞規、作曲：cinema staff、編曲：cinema staff
9. fiery [4:26]
  - 作詞：三島想平、作曲：cinema staff、編曲：cinema staff
  - 『進撃の巨人』のキャラクターであるミカサをイメージして作られた楽曲だと三島はコメントしている。
10. great escape(alternate ver.) [4:03]
  - 作詞：三島想平、作曲：cinema staff、編曲：cinema staff / 亀田誠治
  - テレビアニメ『進撃の巨人』の最終回にオンエアされたalternate ver.のフルサイズを収録している。

### DVD
LIVE DVD
「two strike 2(to) night 決定版」 2014.1.18@SHIBUYA-AX